# Yentl (obra de teatro)
Yentl es una obra de teatro escrita por Leah Napolin e Isaac Bashevis Singer, basada en el relato breve de Singer «Yentl the Yeshiva Boy» (Yentl, el chico de la yeshivá), el cual se centra en una niña que desafía la tradición, al controvertir y debatir sobre la ley y teología judías con su padre rabino.  

## Trama
Cuando su padre muere, ella se corta totalmente el cabello, se viste como hombre y se dispone a buscar una escuela rabínica donde poder continuar estudiando el Talmud, y vivir en secreto como un hombre llamado Anshel. Cuando su compañero de estudios, Avigdor, descubre la verdad, está en conflicto acerca de si avanzar en una relación con él, pues ello pondría totalmente en peligro y comprometería su vocación superior.  
La obra se centra en la igualdad espiritual de las mujeres en una sociedad judía segregada, que no ve a las mujeres como iguales a los hombres, pero al mismo tiempo prioriza la religión y la relación con Dios por encima de todo. En términos más generales, el conflicto de la obra es entre la necesidad de autorrealización del ser humano, y las demandas de la sociedad, así como los deseos más carnales de uno mismo.   
Después de once preestrenos Off Broadway, tanto en el Chelsea Theater Center como en la Academia de Música de Brooklyn, la producción se presentó en Broadway, dirigida por Robert Kalfin, y su estreno se produjo finalmente el 23 de octubre de 1975 en el Eugene O'Neill Theatre, donde tuvo 223 funciones. El elenco incluyó a Tovah Feldshuh, John Shea y Lynn Ann Leveridge. 

## Producción
Yentl estuvo en la cartelera del Eugene O'Neill Theatre, bajo la dirección de Robert Kalfin, y la producción de Cheryl Crawford, Moe Septee y el productor asociado Paul B. Berkowsky. El diseño de escenario le correspondió a Karl Eigsti, el vestuario fue diseñado por Carrie F. Robbins, la iluminación a William Mintzer, y los peinados a Patrick Moreton. En tanto, la gerencia general fue de Paul B. Berkowsky, el gerente de la compañía Gino Giglio, gerente de producción Clint Jakeman, gerente de escena Richard Manheim, y la representante de prensa, Betty Lee Hunt. 

## Elenco
- Hy Anzell - Mardoqueo / Feitl
- Herman O. Arbeit - Treitl / Reb Alter
- Mary Ellen Ashley - Rivka / Necheleh / Camarera
- Robin Bartlett - Raizeleh / Avram
- Stephen dePietri - Shmuel / Zisheh / Dr. Chanina / Músico
- Blanche Dee - Pesheh
- David Eric - Moishe / Gershon / Músico
- Tovah Feldshuh - Yentl
- Elaine Grollman - Ziateh
- Rita Karin - Yachna
- Lynn ann leveridge - Hadass
- Leland Moss - Lemmel / Yussel / Wedding Jester / Dr. Solomon / Mohel / Musician
- Albert M Ottenheimer - Nehemías / El Rabino / Sheftel
- Bernie Passeltiner - Reb Todrus / Laibish / The Cantor / Messenger / Musician
- Sacerdote de Natalie - Frumka
- Reuben Schafer - Reb Nata / El Shamus / Zelig
- Madeline Shaw - Zelda-Leah / Shimmel
- John Shea - Avigdor
- Michael James Strafford - Dovid / Yitzhok / Músico
- Diane Tarleton - Finki / Berel

## Adaptación al cine
Ya en 1968, Barbra Streisand había expresado interés en una adaptación cinematográfica del cuento corto de Singer. Así que, utilizando como base la obra de teatro Napolin y Singer, escribió un detallado borrador de cuarenta y dos páginas, el primero en concebir la versión de la película como un musical.  
La producción cinematográfica de 1983 resultante se desvió drásticamente del relato breve y el guion original, al permitir que el personaje de Yentl revelara sus verdaderos sentimientos por Avigdor, y que volviera a su ser femenino y se embarcar, finalmente, de Polonia a Estados Unidos. 
La película recibió una crítica mordaz de Singer, quien quedó particularmente desconcertado por la monopolización de la producción, por parte de Streisand en su detrimento, diciendo: «Cuando un actor es también el productor y el director y el escritor, tendría que ser extremadamente sabio para frenar su apetitos. Debo decir que la señorita Streisand fue extremadamente amable consigo misma. El resultado es que la señorita Streisand siempre está presente, mientras que la pobre Yentl está ausente».
Sin embargo, la película fue bien recibida por otros, incluidos los críticos de Time, Variety y Newsweek. Los ingresos de taquilla también fueron saludables, tanto a nivel nacional como internacional, y la película ocupó el puesto 19, entre las películas que más dinero produjeron ese año. Al momento de los premios, Streisand no fue muy bien tratada en los Óscar, pero la película sí recibió 5 nominaciones, ganando en la categoría como mejor banda sonora original . Yentl ganó dos Premios Globo de Oro al mejor director y mejor película (musical o comedia).

## Premios y nominaciones
| Año  | Asociación                   | Categoría                                  | Ganador                   | Resultado |
| ---- | ---------------------------- | ------------------------------------------ | ------------------------- | --------- |
| 1975 | Premios Drama Desk           | Mención especial                           | Tovah Feldshuh            | Ganadora  |
| 1975 | Premios Drama Desk           | Mejor actriz en una obra teatral           | Tovah Feldshuh            | Nominada  |
| 1976 | Premios Drama Desk           | Experiencia teatral única                  | Experiencia teatral única | Nominada  |
| 1976 | Premios Drama Desk           |                                            |                           |           |
| 1976 | Premios Drama Desk           | Mejor actriz destacada en una obra teatral | Lynn Ann Leveridge        | Nominada  |
| 1976 | Premios Theater World Awards | Protagonista femenina sobresaliente        | Tovah Feldshuh            | Ganadora  |
| 1976 | Premios Theater World Awards | Protagonista masculino sobresaliente       | John Shea                 | Ganador   |
| 1976 | Premios Tony                 | Mejor actriz en una obra                   | Tovah Feldshuh            | Nominada  |